# Lac Vadimo
Le lac Vadimon ou Vadimo (en latin : Vadimonis lacus, en italien : lago Vadimone ou lago di Vladimonio) est un lac qui tient une place importante dans l'histoire étrusque. Il s'agit d'un petit plan d'eau d'origine volcanique situé près de la ville d'Orte, dans les plaines en contrebas de Bassano in Teverina, dans un bras du Tibre,. Ce lac est aujourd'hui disparu.

## Histoire
Les abords de ce lac furent le théâtre de deux batailles entre les Étrusques et les Romains (310 et 283 av. J.-C.). Dans les deux cas les Romains furent victorieux. 
Sous la domination romaine, l'endroit devint la municipalité d'Horta (Hortanum).
Selon Pline le Jeune, il y avait des îles flottantes sur le lac.

« L'aïeul de ma femme m'avait engagé à visiter sa terre d'Amérie. Tandis que je m'y promenais, on me montra, dans un fond, un lac appelé Vadimon, et dont on me raconta des prodiges. Je m'en approche. La forme de ce lac est celle d'une roue couchée. Il est partout égal, sans aucun recoin, sans aucun angle ; tout y est uni, mesuré, taillé, creusé, comme par la main d'un artiste. La couleur de ses eaux est plus pâle que celle des eaux ordinaires : elles sont d'un jaune foncé, tirant sur le vert. Elles ont l'odeur et le goût d'eaux sulfureuses, et guérissent les fractures. Le lac, quoique petit, s'agite et s'enfle au gré des vents.
On n'y trouve point de bateaux, parce qu'il est consacré ; mais on y voit flotter des îles de verdure, couvertes de roseaux, de joncs, de tous les produits des marais les plus fertiles, et aux extrémités mêmes du lac. Chacune a sa forme et sa grandeur particulière ; toutes ont les bords nus, parce que souvent elles s'entre-choquent, ou heurtent la rive. Elles ont toutes une égale profondeur, une égale légèreté. Terminées en coques de navire, elles s'enfoncent assez peu dans le lac. Elles se montrent de tous côtés, également plongées sous les eaux et nageant à leur surface. Quelquefois elles se rassemblent et forment une espèce de continent ; quelquefois des vents opposés les dispersent ; parfois aussi, au sein du calme, elles flottent séparément. Souvent les plus petites s'attachent aux plus grandes, comme des esquifs aux vaisseaux de charge. Tantôt les grandes et les petites semblent lutter à la course ; tantôt, arrivant toutes au même point, elles longent la rive ; puis, flottant çà et là, elles envahissent le lac et l'abandonnent tour à tour. Ce n'est que lorsqu'elles en occupent le milieu, qu'il paraît dans toute sa grandeur. On a vu des troupeaux s'avancer, en broutant l'herbe de la prairie, jusque dans ces îles qui leur semblaient l'extrémité de la rive, et ne s'apercevoir que le terrain était mouvant, que lorsque, éloignés de la terre, ils se sentaient avec terreur comme emportés au milieu du lac qui les environnait. Bientôt ils abordaient où il plaisait au vent de les porter, et ils descendaient sur le bord aussi insensiblement qu'ils s'en étaient éloignés. Ce même lac se décharge dans un fleuve, qui, après s'être montré quelque temps, se précipite dans une grotte. Il continue son cours sous la terre, et si, avant qu'il s'y précipite, on jette quelque chose dans les eaux, il le conserve, et le rend quand il sort. »

— Pline le Jeune, Lettres, VIII, 20

## Sources antiques
- Pline le Jeune, Lettres, VIII, 20.